# Nowosady (powiat sejneński)
Nowosady – wieś w Polsce położona w województwie podlaskim, w powiecie sejneńskim, w gminie Sejny.
W latach 1975–1998 miejscowość należała administracyjnie do województwa suwalskiego.